# Natação no Campeonato Europeu de Esportes Aquáticos de 2016 - 800 m livre masculino
A prova dos 800 metros livre masculino da natação no Campeonato Europeu de Esportes Aquáticos de 2016 ocorreu nos dias 19 e 20 de maio em Londres, no Reino Unido. 

## Calendário
| Fase          | Data       | Hora  |
| ------------- | ---------- | ----- |
| Eliminatórias | 19 de maio | 10:53 |
| Final         | 20 de maio | 18:02 |

Todos os horários estão no horário local (UTC+0)

## Recordes
Antes desta competição, os recordes eram os seguintes:
| Recorde mundial       | Zhang Lin            | 7:32.12 | Roma   | 29 de julho de 2009  |
| Recorde europeu       | Gregorio Paltrinieri | 7:40.81 | Cazã   | 5 de agosto de 2015  |
| Recorde do campeonato | Gregorio Paltrinieri | 7:44.98 | Berlim | 22 de agosto de 2014 |

Os seguintes novos recordes foram estabelecidos durante esta competição. 
| Data       | Prova | Nadador              | Nacionalidade | Tempo   | Recordes              |
| ---------- | ----- | -------------------- | ------------- | ------- | --------------------- |
| 20 de maio | Final | Gregorio Paltrinieri | Itália        | 7:42.33 | Recorde do campeonato |

## Medalhistas
| Ouro                       | Prata                | Bronze                   |
| Gregorio Paltrinieri (ITA) | Gabriele Detti (ITA) | Mykhailo Romanchuk (UKR) |

## Resultados

### Eliminatórias
Esses foram os resultados das eliminatórias. 
| Pos. | Bateria | Raia | Nadador              | Nacionalidade | Tempo   | Notas |
| ---- | ------- | ---- | -------------------- | ------------- | ------- | ----- |
| 1    | 4       | 4    | Gregorio Paltrinieri | Itália        | 7:49.87 | Q     |
| 2    | 4       | 5    | Gabriele Detti       | Itália        | 7:51.40 | Q     |
| 3    | 3       | 6    | Mykhailo Romanchuk   | Ucrânia       | 7:51.83 | Q     |
| 4    | 1       | 5    | Timothy Shuttleworth | Reino Unido   | 7:52.33 | Q     |
| 5    | 3       | 2    | Jan Micka            | Chéquia       | 7:52.76 | Q     |
| 6    | 3       | 4    | Henrik Christiansen  | Noruega       | 7:53.09 | Q     |
| 7    | 3       | 3    | Joris Bouchaut       | França        | 7:54.41 | Q     |
| 8    | 4       | 3    | Gergely Gyurta       | Hungria       | 7:56.50 | Q     |
| 9    | 4       | 2    | Ruwen Straub         | Alemanha      | 7:57.05 |       |
| 10   | 4       | 1    | Filip Zaborowski     | Polónia       | 7:57.62 |       |
| 11   | 4       | 7    | Daniel Jervis        | Reino Unido   | 7:58.45 |       |
| 12   | 3       | 5    | Serhiy Frolov        | Ucrânia       | 7:58.54 |       |
| 13   | 4       | 6    | Richárd Nagy         | Eslováquia    | 7:58.93 |       |
| 14   | 2       | 4    | Nezir Karap          | Turquia       | 7:59.20 |       |
| 15   | 4       | 8    | Miguel Durán         | Espanha       | 8:01.12 |       |
| 16   | 2       | 5    | Victor Johansson     | Suécia        | 8:01.63 |       |
| 17   | 2       | 6    | Marc Hinawi          | Israel        | 8:01.70 |       |
| 18   | 3       | 8    | Kristóf Rasovszky    | Hungria       | 8:01.82 |       |
| 19   | 3       | 9    | Martin Bau           | Eslovênia     | 8:03.35 |       |
| 20   | 3       | 1    | Anton Ipsen          | Dinamarca     | 8:03.37 |       |
| 21   | 3       | 7    | Antonio Arroyo       | Espanha       | 8:04.40 |       |
| 22   | 4       | 9    | Henning Muehlleitner | Alemanha      | 8:12.21 |       |
| 23   | 2       | 3    | Grega Popović        | Eslovênia     | 8:14.56 |       |
| 24   | 4       | 0    | Vuk Čelić            | Sérvia        | 8:14.86 |       |
| 25   | 2       | 1    | Ján Kútnik           | Chéquia       | 8:16.47 |       |
| 26   | 2       | 7    | Truls Wigdel         | Noruega       | 8:17.80 |       |
| 27   | 3       | 0    | Ediz Yıldırımer      | Turquia       | 8:17.99 |       |
| 28   | 2       | 8    | Dimitrios Dimitriou  | Grécia        | 8:29.63 |       |
| 29   | 1       | 4    | Irakli Revishvili    | Geórgia       | 8:33.31 |       |
| 30   | 1       | 3    | Franc Aleksi         | Albânia       | 8:35.94 |       |
| 31   | 2       | 2    | Oli Mortensen        | Ilhas Feroé   | DNS     |       |

### Final
Esse foi o resultado da final. 
| Pos.              | Raia | Nadador              | Nacionalidade | Tempo   | Notas                 |
| ----------------- | ---- | -------------------- | ------------- | ------- | --------------------- |
| Medalha de ouro   | 4    | Gregorio Paltrinieri | Itália        | 7:42.33 | Recorde do campeonato |
| Medalha de prata  | 5    | Gabriele Detti       | Itália        | 7:43.52 |                       |
| Medalha de bronze | 3    | Mykhailo Romanchuk   | Ucrânia       | 7:47.99 |                       |
| 4                 | 2    | Jan Micka            | Chéquia       | 7:50.38 |                       |
| 5                 | 6    | Timothy Shuttleworth | Reino Unido   | 7:50.52 |                       |
| 6                 | 7    | Henrik Christiansen  | Noruega       | 7:51.84 |                       |
| 7                 | 8    | Gergely Gyurta       | Hungria       | 7:54.32 |                       |
| 8                 | 1    | Joris Bouchaut       | França        | 7:58.54 |                       |

Legenda
| Recorde mundial       | Recorde mundial (World record)               |                       | Recorde africano                      | Recorde africano (African) |                                           | Q | Classificado por posição (Qualified) |
| Recorde do campeonato | Recorde do campeonato (Championship record)  | Recorde da América    | Recorde da América (Americas)         | q                          | Classificado por melhor tempo (Qualified) |   |                                      |
| Melhor marca do ano   | Melhor marca do ano (World leading)          | Recorde asiático      | Recorde asiático (Asian)              | DNS                        | Não largou (Did not start)                |   |                                      |
| Recorde nacional      | Recorde nacional (National record)           | Recorde europeu       | Recorde europeu (European)            | DNF                        | Não terminou (Did not finish)             |   |                                      |
| Recorde pessoal       | Recorde pessoal do atleta (Personal best)    | Recorde da Oceania    | Recorde da Oceania (Oceania)          | DSQ / DQ                   | Desclassificado (Disqualified)            |   |                                      |
| Recorde da temporada  | Recorde da temporada do atleta (Season best) | Recorde sul-americano | Recorde sul-americano (South America) | NM                         | Sem marca (No mark)                       |   |                                      |